# Marcello Baldi
Marcello Baldi (* 1. August 1923 in Telve, Valsugana; † 22. Juli 2008 in Rom) war ein italienischer Filmregisseur.

## Leben
Baldi brach ein Studium der Literaturwissenschaft ab, um beim Film als Assistent der Dokumentarfilmer Antonio Covi und Vincenzo Sorelli zu arbeiten. Beim Centro Sperimentale di Cinematografia drehte er als Regieassistent Romolo Marcellinis über den Vatikan und Castelgandolfo; kurz nach dem Kriege war er für Guerra alla guerra verantwortlich, für den er einige Szenen selbst drehte und dessen Montage er fertigte. Bis 1954 drehte er zahlreiche Kurz-Dokumentationen und war bei Spielfilmen als Regieassistent eingesetzt, oftmals bei Lionello De Felice. In diesem Jahr erschien sein erster Langfilm (über die Besteigung des K2), den er mit dem Alpinisten Mario Fantin realisierte. 1957 erschien die spanische Spielfilm-Koproduktion La morte ha viaggiato con me in zwei Sprachversionen, wobei Baldi die italienische verantwortete. Nach einem mythologischen Film und einem Krimi verlegte sich Baldi auf die Verfilmung biblischer Stoffe; zunächst für das Kino, dann (als mittellange Filme) für den Videomarkt. Seit 1977 war er vornehmlich für das Fernsehen tätig, wo ihm 1972 ein später Erfolg mit Le evasioni celebri: Benvenuto Cellini gelang.
Für den Spionagefilm Inferno a Caracas benutzte er 1966 das Pseudonym Billy Marshall. Das 16. Filmfestival von Lessinia zollte Baldis Schaffen Tribut.

## Filmografie (Auswahl)

### Regisseur
- 1954: Sieg auf dem K2 (Italia K2) (Dokumentarfilm)
- 1957: La morte ha viaggiato con me (italienische Version)
- 1959: Il racommandato di ferro
- 1963: Die Arche Noah (I patriarchi)
- 1964: Saul e David
- 1965: Gideon und Samson (I grandi condottieri)
- 1966: Fünf vor 12 in Caracas (Inferno a Caracas)
- 1972: Le evasioni celebri: Benvenuto Cellini
- 1989: Sapore di gloria (12-teilige Fernseh-Reihe)

### Drehbuchautor
- 1960: Die Rache des Herkules (La vendetta di Ercole)
- 1961: Maciste und die Königin der Nacht (Maciste l’uomo più forte del mondo)